# Timoulilt (kommun)
Timoulilt (franska: Timoulilt (CR), Timoulilt (Commune Rurale), arabiska: تيلوكيت) är en kommun i Marocko.   Den ligger i provinsen Azilal och regionen Béni Mellal-Khénifra, i den nordöstra delen av landet, 200 km söder om huvudstaden Rabat. Antalet invånare är 6 110.